# Shanhe (sockenhuvudort i Kina, Ningxia Huizu Zizhiqu, lat 35,52, long 106,15)
Shanhe är en sockenhuvudort i Kina. Den ligger i den autonoma regionen Ningxia, i den nordvästra delen av landet, omkring 330 kilometer söder om regionhuvudstaden Yinchuan. Antalet invånare är 6 536. Befolkningen består av 3 078 kvinnor och 3 458 män. Barn under 15 år utgör 19,0 %, vuxna 15-64 år 71 %, och äldre över 65 år 9,0 %.
Runt Shanhe är det ganska tätbefolkat, med 155 invånare per kvadratkilometer. Närmaste större samhälle är Longde Chengguanzhen, 11,1 km norr om Shanhe. Trakten runt Shanhe består i huvudsak av gräsmarker.
Genomsnittlig årsnederbörd är 737 millimeter. Den regnigaste månaden är juli, med i genomsnitt 153 mm nederbörd, och den torraste är december, med 2 mm nederbörd.